# Theosodon
Theosodon és un gènere extint de mamífer litoptern del Miocè inferior de Sud-amèrica.
Theosodon tenia una semblança superficial amb el guanac modern i mesurava uns 2 m de llarg. Tenia un coll llarg i peus amb tres dits, similars als dels tapirs.
La posició dels narius indica que Theosodon tenia una trompa curta, però més curta que la de parents seus com Macrauchenia.
Theosodon tenia un conjunt complet de 44 dents i el maxil·lar inferior era molt prim i gran.

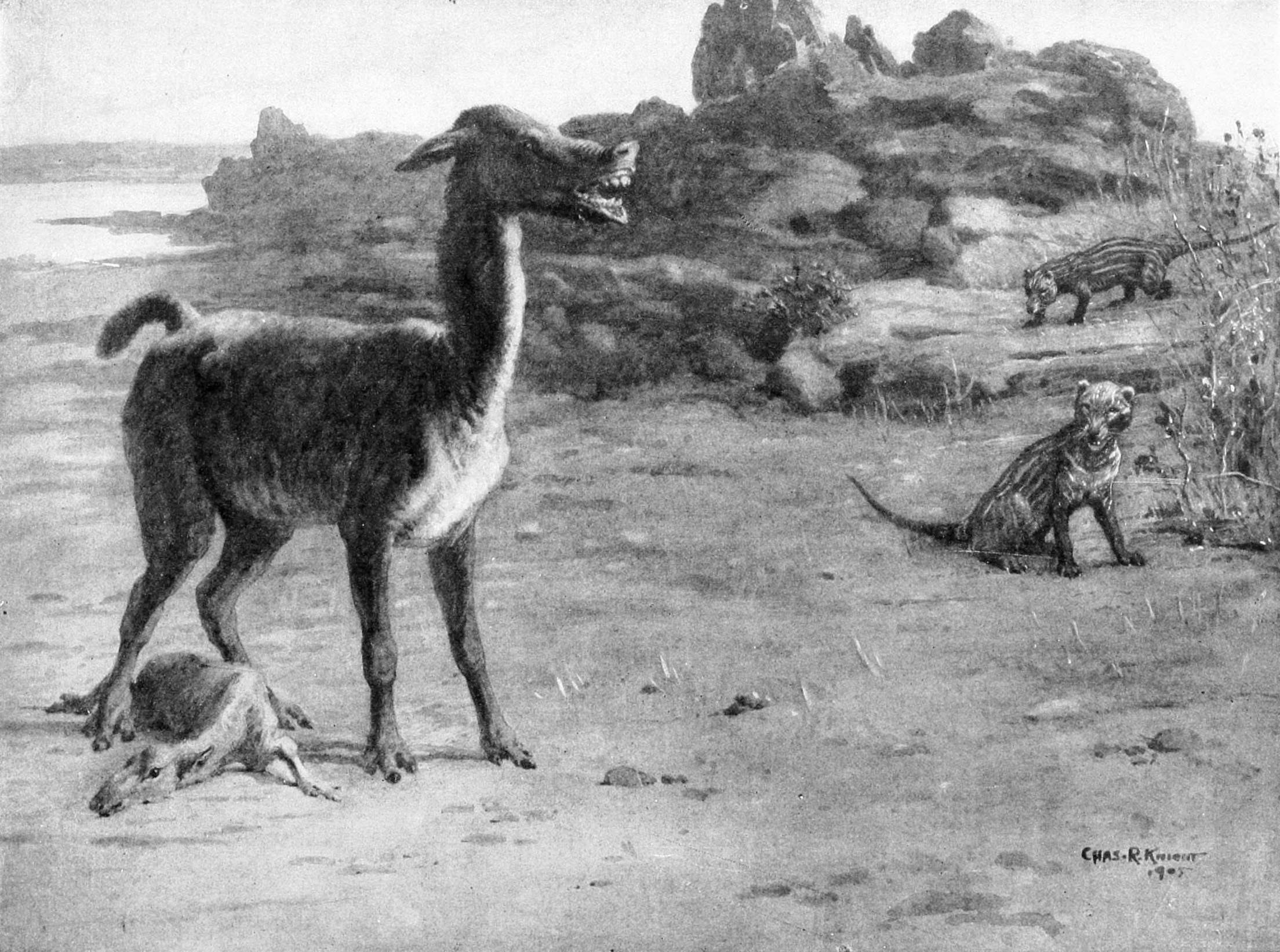
Theosodon garretorum i Borhyaena tuberata